# Ruette
Pour les articles homonymes, voir Ruette (homonymie).
Ruette (en gaumais Ruwete, en luxembourgeois Rietjen, en allemand Rödchen) est une section de la ville belge de Virton située en Région wallonne dans la province de Luxembourg.
C'était une commune à part entière avant la fusion des communes de 1977.

## Étymologie
Le village s'appelait auparavant Rillette[réf. nécessaire].

## Évolution démographique
- Source: INS recensements population

## Histoire
Historiquement, Ruette était divisé en deux parties :
- Ruette-la-Grande, ancienne possession des comtes de Luxembourg ;
- Ruette-la-Petite, ancienne possession des seigneurs de Latour.

Les deux étaient séparées par le ruisseau de l'Aunaie.
Ruette a été marqué, au XVIIIe siècle, par Nicolas Dorion, abbé de Ruette de 1701 à 1769. Homme du siècle des Lumières, il a apporté au village les moyens pour l'instruction gratuite des garçons ainsi que pour celle des filles (en 1769 !).
Il est à l'origine de la construction du presbytère (1713–1714), de la maison des vicaires et marguilliers (actuel club des jeunes), ainsi que d'autres bâtiments repris au patrimoine monumental de Wallonie.
Ruette a bénéficié de l'industrie métallurgique par l'exploitation des forges de Rutelle (Grandcourt) qui transformaient le minerai de fer fort, minerai qui avait la particularité d'être adapté à la fabrication des armes.
Ces forges étaient la propriété des comtes de Briey (dont le château de Ruette fut détruit au XIXe siècle). Elles ont été exploitées dès la fin du XVIIIe siècle par la famille Ensch, originaire de Guirsch.

## Personnalités nées à Ruette
- Camille de Briey (1799–1877), industriel, homme politique et diplomate
- Numa Ensch (1841–1929), avocat et homme politique (député)